# Künstlerhaus Exter

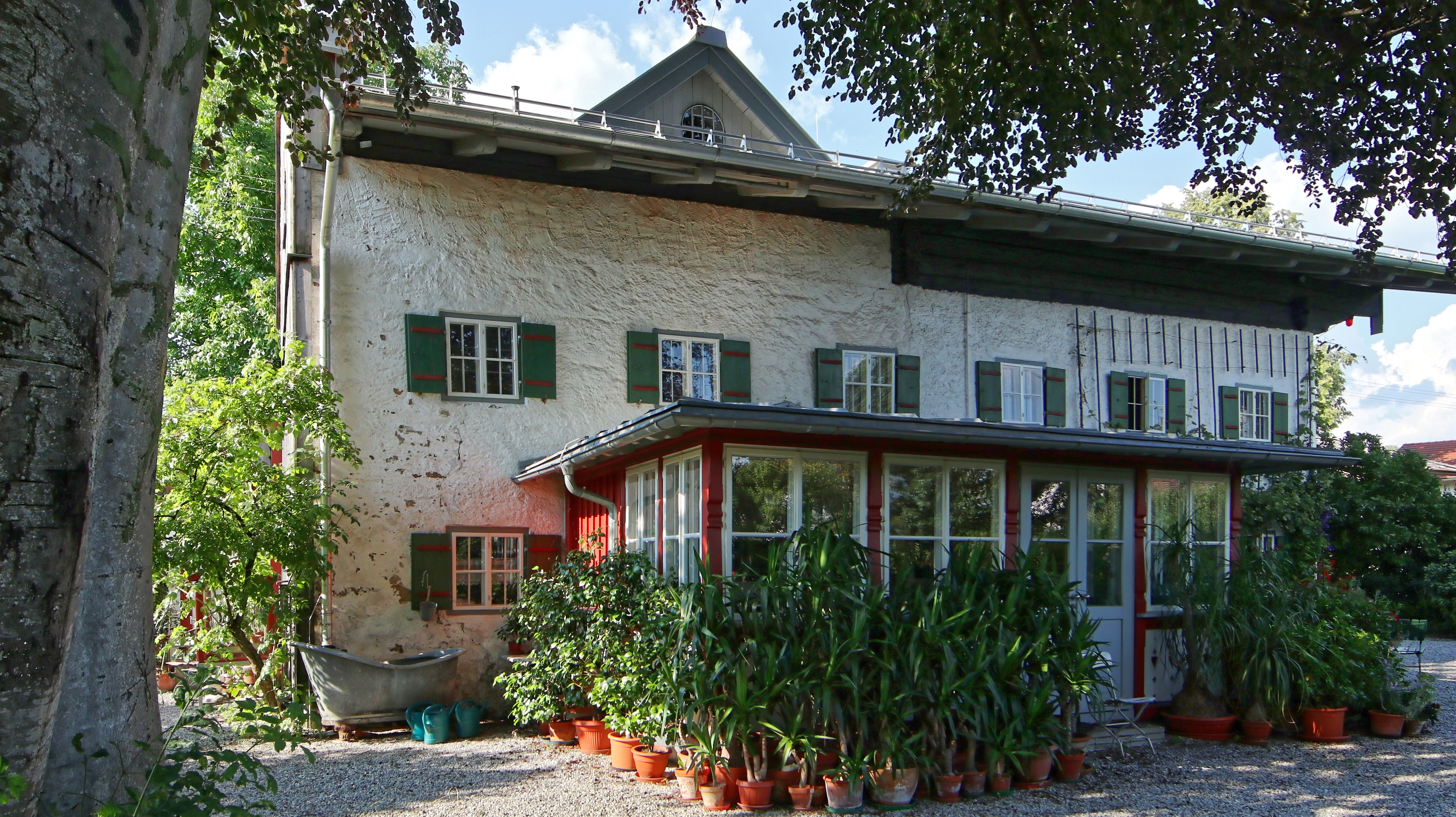
Julius Exter Haus in Übersee

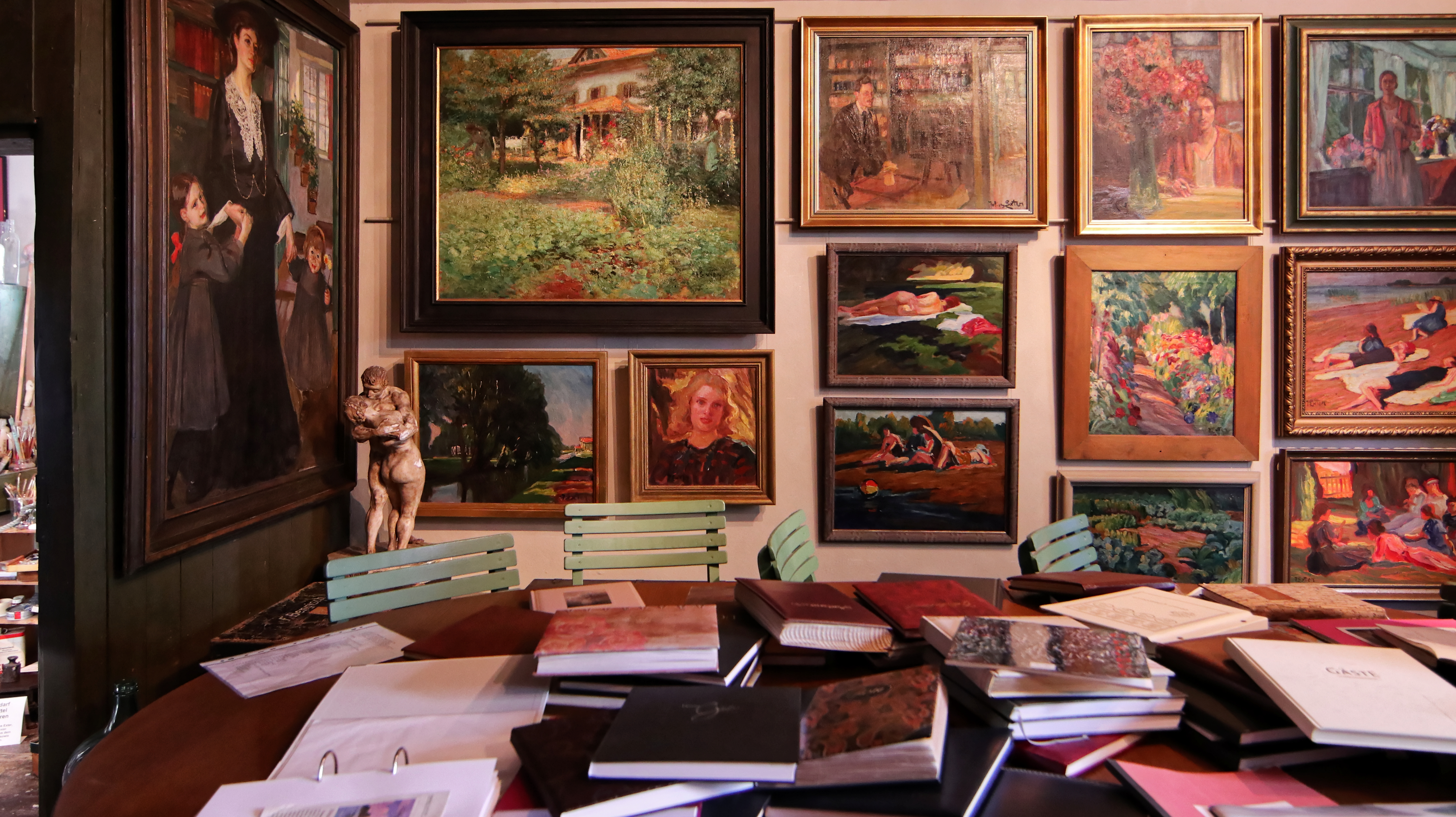
Innenansicht im Julius Exter Haus

Das Künstlerhaus Exter ist ein Künstlerhaus mit Landschaftsgarten in Feldwies in der Gemeinde Übersee im Chiemgau im Landkreis Traunstein.

## Geschichte
Das 500 Jahre alte Bauernhaus war ab 1902 Wohn- und Atelierhaus des Malers Julius Exter. Er war Mitbegründer der Münchener Secession, einer Vereinigung von avantgardistischen Malern. 1902 erwarb er das historische „Stricker“-Anwesen, baute es zum Künstlersitz um und ließ sich 1917 endgültig dort nieder. Julius Exter starb am Morgen des 16. Oktober 1939 im Exter-Haus an Herzschwäche. Die Tochter Judith vermachte 1972 den Nachlass ihres Vaters und das Haus in Feldwies dem Bayerischen Staat gegen eine Leibrente. Das Anwesen in Feldwies steht heute unter der Verwaltung der Bayerischen Schlösserverwaltung.
Der ehemalige Bauernhof wird heute als Galerie und Museum genutzt. Das Künstlerhaus ist allerdings nur im Sommer während der Sonderausstellungen geöffnet.  Zahlreiche Werke Exters befinden sich im Alten Schloss auf Herrenchiemsee.

## Baubeschreibung
Das Haus ist beim Bayerischen Landesamt für Denkmalpflege als Baudenkmal registriert:
„Exter-Kunsthaus“, ehemaliges Kleinbauernhaus, massiver Wohnteil mit zwei neugotischen Lauben, an der Firstpfette bezeichnet mit dem Jahr 1826, Wirtschaftsteil von Julius Exter 1904 zum Atelier umgebaut; seit 1980 Galerie und Museum.